# 圣于连 (阿摩尔滨海省)
圣于连（法語：Saint-Julien，法語發音：[sɛ̃ ʒyljɛ̃] ⓘ）是法国阿摩尔滨海省的一个市镇，位于该省中部，属于圣布里厄区。

## 地名
法语人名“Julien”在日常人名译名以及《世界人名翻譯大辭典》、《法语姓名译名手册》等主流人名译名类书籍资料中译作“朱利安”，不过在《世界地名翻译大辞典》、《世界地名译名词典》和《法国地图册》等主流地名译名类书籍资料中译作“于连”。

## 地理
圣于连（48°27'9"N, 2°48'59"W）面积5.69 平方千米，位于法国布列塔尼大區阿摩尔滨海省，该省份为法国西北部沿海省份，位于布列塔尼半岛北部，北濒大西洋英吉利海峡，西接菲尼斯泰尔省，南至莫尔比昂省，东临伊勒-维莱讷省。
与圣于连接壤的市镇（或旧市镇、城区）包括：普卢弗拉冈、普莱讷欧特、普兰泰勒、普莱德朗。
圣于连的时区为UTC+01:00、UTC+02:00（夏令时）。

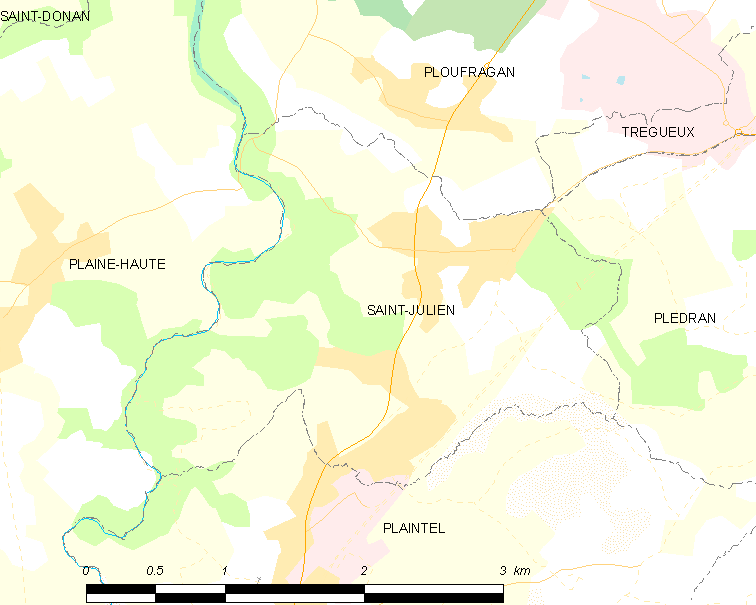
圣于连的OSM定位图

## 行政
圣于连的邮政编码为22940，INSEE市镇编码为22307。

## 政治
圣于连所属的省级选区为普卢弗拉冈县。

## 人口

1962-2008年间圣于连人口变化图示

圣于连于2022年1月1日时的人口数量为2072人。